# Улица Новоажимова
Улица Новоажи́мова — крупная улица магистрального значения в Ленинском районе города Ижевска. Проходит в Центральном промышленном районе города от улицы Максима Горького до Балезинской железнодорожной линии. Нумерация домов ведётся от улицы М. Горького.

## История
Улица образовалась как переулок в Заречной части посёлка Ижевского завода в XIX веке и за время своего существования несколько раз сменила название.
Первоначально улица упоминалась в документах под именем Большая Канава (или просто Канава). Такое название было связано с её расположением в ижевском Заречье. Дело в том, что правобережная Заречная часть Ижевска в отличие от левобережной Нагорной части находилась в заболоченной низине, и её жители страдали от постоянных подтоплений. Чтобы хоть как-то улучшить условия жизни в Заречье, здесь по инициативе А. Ф. Дерябина были прорыты осушительные каналы. Один из таких каналов, проходивший вдоль переулка, и дал ему столь непривычное название.
Спустя некоторое время канал исчез, название же сохранилось. При этом одновременно за переулком закрепляется ещё одно название — по фамилии одного из домовладельцев. В результате оба названия слились, образовав необычное сочетание — Ажимова канава.
В 1864 году у перекрёстка Ажимова переулка и 5-й улицы был устроен небольшой пруд для использования в качестве пожарного водоёма.
В 1953 году Ажимов переулок становится улицей. Большие изменения происходят во второй половине XX столетия. В результате расширения производственной зоны жилая застройка улицы была полностью снесена. На месте старых деревянных домов поднялись промышленные корпуса завода «Ижсталь» и других предприятий.
Одновременно началась застройка городка Строителей на западе Ижевска, что потребовало улучшения транспортной связи нового жилого района с центром города.
В 1975 году был построен путепровод через Балезинское направление Горьковской железной дороги. В том же году началось строительство моста-путепровода через подъездные железнодорожные пути завода «Ижсталь». После завершения строительных работ улица заметно преобразилась, превратившись в крупную транспортную магистраль. Масштаб изменений подчёркивало и новое имя улицы — Ново-Ажимова, которое стало употребляться с 1980 года.
В 1986 году по улице в Ленинский район пошли первые троллейбусы.

## Расположение и маршрут
Улица Новоажимова расположена в центральной части Ижевска, на территории Ленинского административного района.
Начинается на правом берегу реки Иж с автомобильного моста через реку. Проходит на запад от улицы Максима Горького, выступая в качестве её продолжения в Заречную часть города.
Улица Новоажимова — крупнейшая в Ижевске по числу инженерных сооружений (мостов, путепроводов). В самом начале улицы мост через Иж переходит в двухуровневую транспортную развязку с улицами Маяковского и Малой Луговой, а сразу после неё улица проходит по эстакаде через промзону завода «Ижсталь». Заканчивается улица также путепроводом — через железную дорогу Ижевск — Балезино — и переходит в Клубную улицу жилого района «Строитель».
С нечётной (южной) стороны примыкают улицы Голублева, Азина, Восьмая.
С чётной (северной) стороны примыкает Двенадцатая улица.

## Примечательные здания и сооружения
По нечётной стороне:
- № 5 — поликлиника «Ижсталь»
- № 7 — пожарная часть № 8
- № 13 — магазин одежды и обуви «Армада»
- № 15 — учебный центр МЧС России
- № 25, 27 — индустриальный парк «Ижевский завод»

По чётной стороне:
- № 6 — завод «Ижсталь»
- № 16 — автосалон «Русская Ладья»
- № 20/1 — гипермаркет «Магнит Семейный»

## Транспорт
Улица Новоажимова имеет важное транспортное значение, связывая с центром Ижевска жилые районы «Строитель» и «Машиностроитель». Ширина проезжей части — 6 полос (по 3 в каждом направлении).
По улице проходит большое количество маршрутов общественного транспорта:
- троллейбусы № 9, 10, 14;
- автобусы № 7, 8, 8к, 9, 11, 21, 26, 27, 34, 36, 73;
- маршрутки № 45, 53, 341, 353, 363.

Ближайшая станция трамвая — «Переулок Октябрьский» (маршруты № 1, 3, 5, 9, 12). Находится в 300 м к востоку от начала улицы.

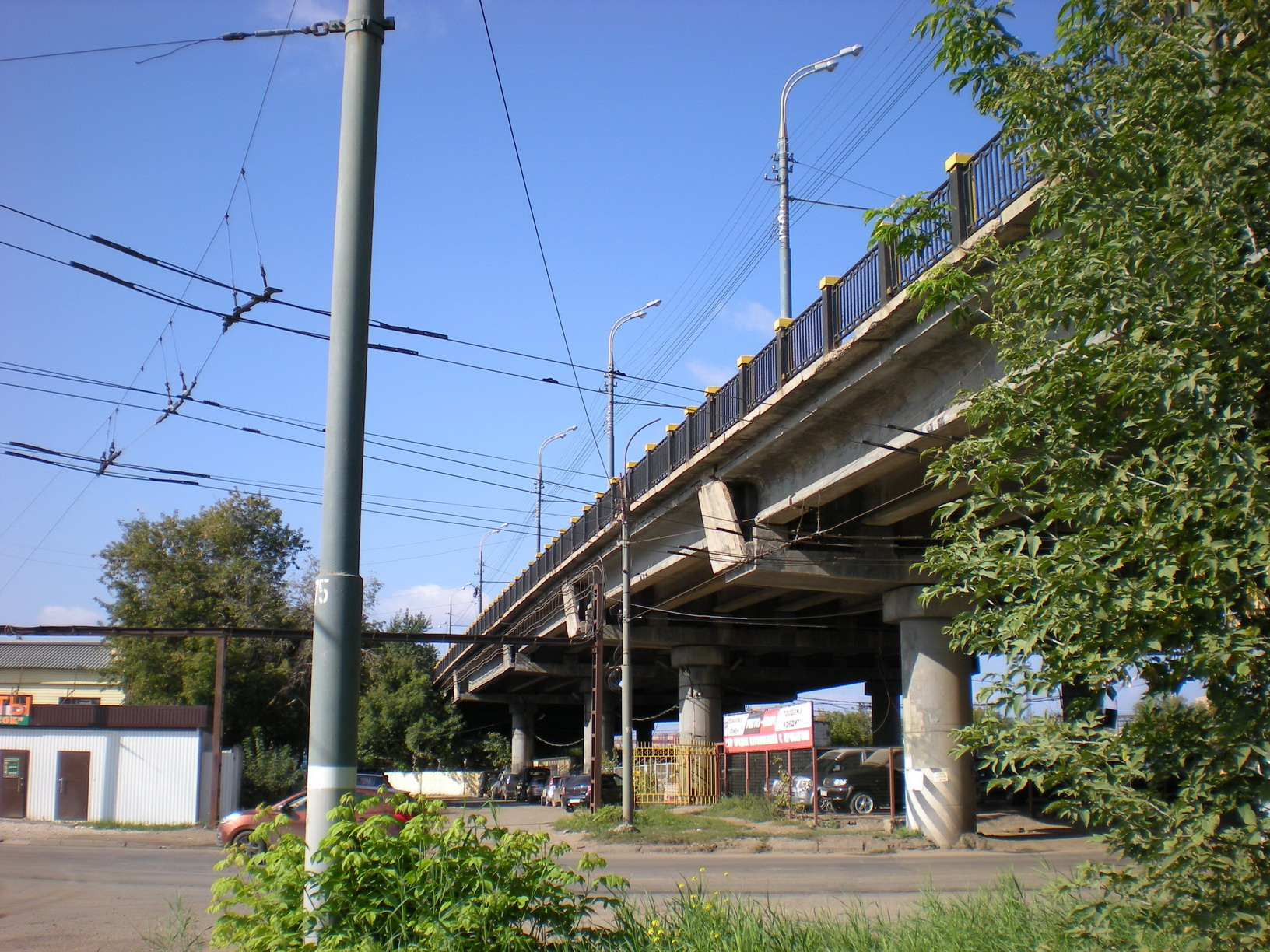
Эстакада улицы Новоажимова
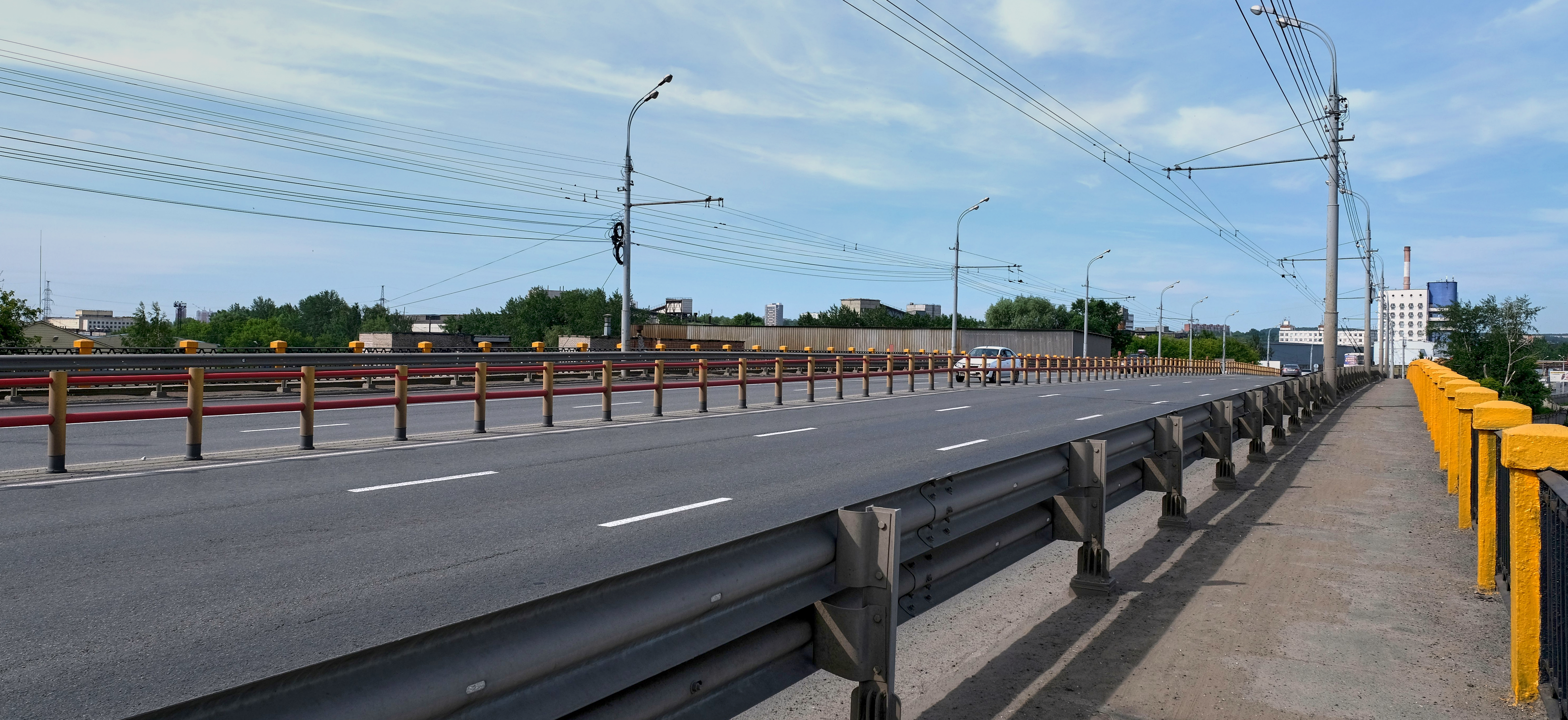
Вид на эстакаду сверху
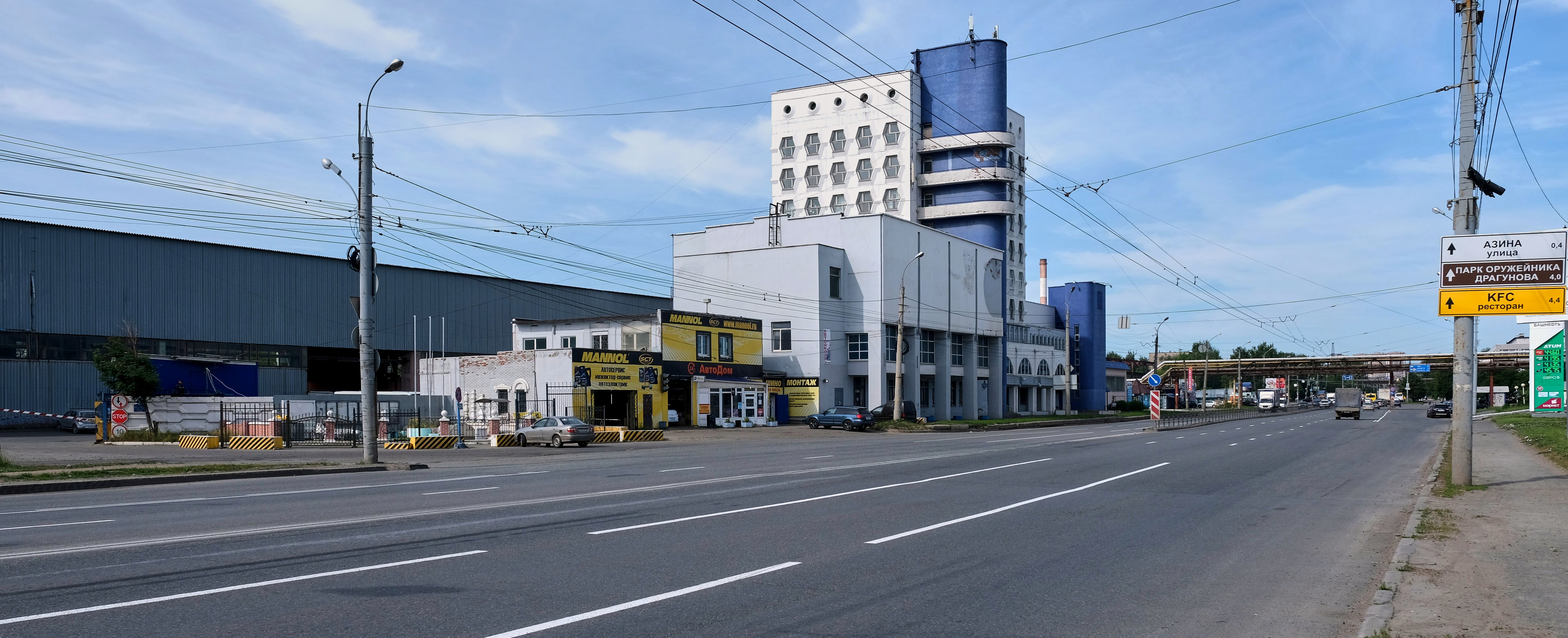
Вид на запад после моста
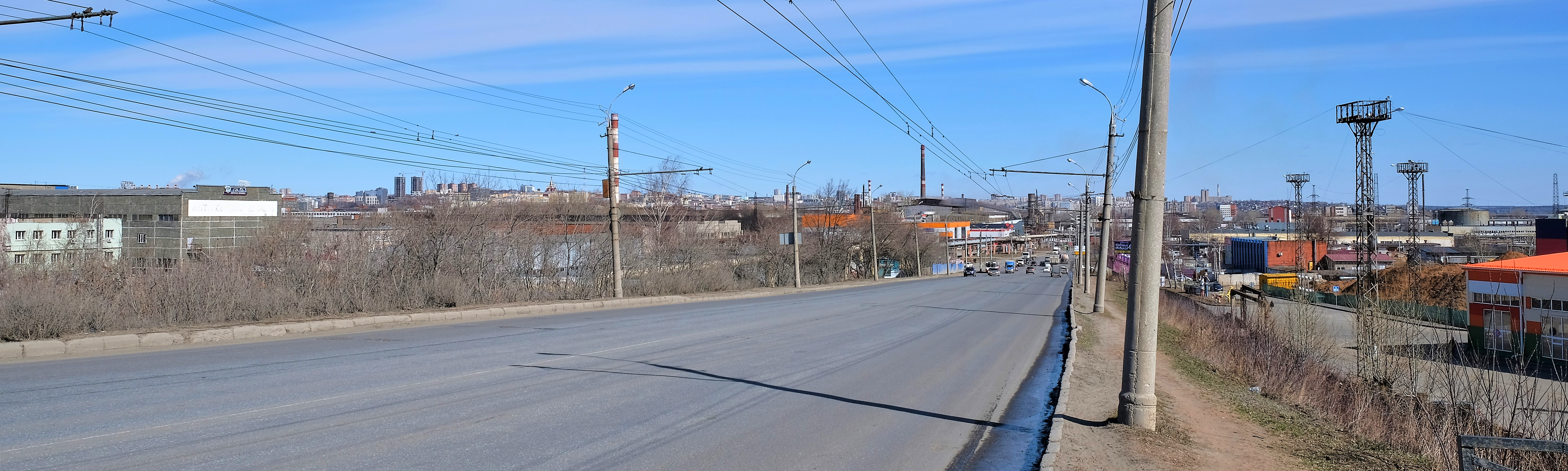
Вид на запад с моста через ж/д ветку
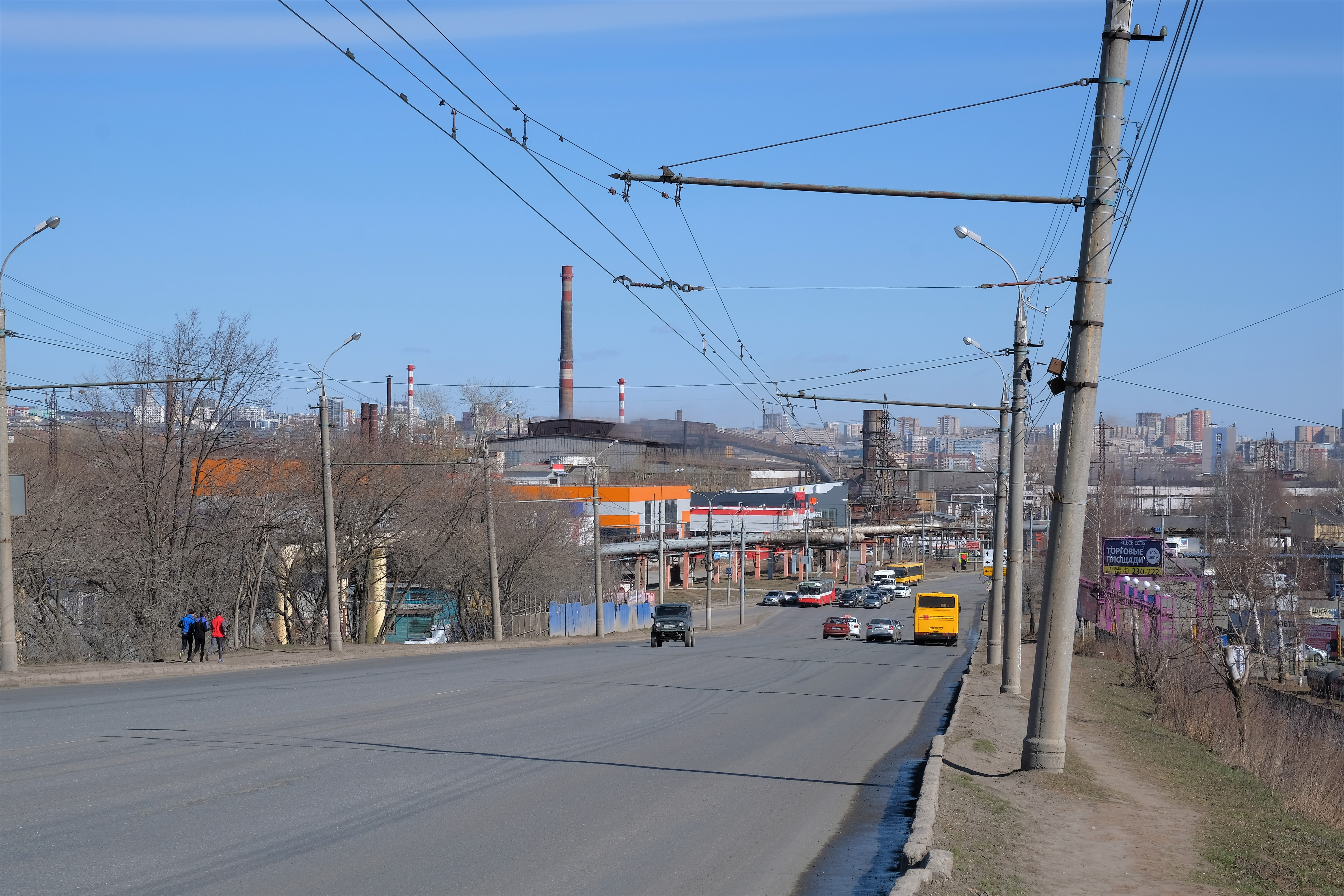
Вид на промплощадку Ижстали